# سطح نانوبافت
سطح نانوبافت (به انگلیسی:  nanotextured surface(NFS) ) سطحی گفته می‌شود که با ساختارهایی در ابعاد نانو پوشیده شده باشند.  این سطوح در مقیاس نانو دارای یک بعد هستند؛ به این معنا که ضخامت سطح یک جسم بین 0.1 تا 100 نانومتر است.
این سطوح  به دلیل کاربردهای خاص خود و خواص فیزیکی منحصربه‌فرد در صنایع مختلف، درحال پیداکردن محبوبیت بسیاری هستند.
همچنین در صنعت به آن ها پوشش‌های نانوساختار (nanotexured coating) نیز گفته می‌شود.

## خواص فیزیکی
سطوح نانوبافت آب گریز، دافع یخ، روغن و میکروارگانیسم ها هستند که به ترتیب سوپرآمفیفوبیک (superamphiphobic) ، ضدیخ زدگی و ضدرسوب هستند. به سبب ویژگی های مذکور، این سطوح به طور همزمان ضدبازتاب و شفاف هستند، در نتیجه به آنها سطوح هوشمند می گویند.
در پژوهشی که در 21 اکتبر 2013 در ژورنال Advanced Materials بصورت آنلاین منتشر شد، گروهی از دانشمندان در آزمایشگاه ملی بروکهیون (BNL) وزارت انرژی ایالات متحده، به سرپرستی فیزیکدان BNL و نویسنده اصلی آنتونیو چکو، پیشنهاد کردند که سطوح نانوبافت به شکل مخروط  سطوح بسیار آب گریز تولید می کند.  این بافت‌های مخروطی نانو فوق‌آب‌گریز یا منفور از آب هستند.
همچنین سطوح نانوبافت، مقاومت قابل توجهی در برابر خراش و سایش دارند. سختی فوق‌العاده و مقاومت مکانیکی که با الماس در عملکرد رقابت می‌کند. 

## در صنعت
همانطور که عنوان شد، سطوح نانوبافت مقاومت قابل توجهی در برابر خراش و سایش دارند؛ که از مزیت های آن در صنعت می توان به بهبود مقاومت در برابر سایش و مهار خوردگی، سازگاری زیستی، کنترل بازتاب‌پذیری، توانایی سنجش، سطوح خود تمیز شونده و بهبود بسیاری از محصولات مانند منسوجات و کاغذهای فنی، عناصر ساختاری ماشین آلات، عناصر ساختمانی، حمل و نقل و غیره اشاره کرد. این عوامل سالانه میلیاردها هزینه تعمیر و نگهداری، از دست دادن و خرابی در صنایع مختلف جهان را به همراه دارد. برای مثال، هزینه های خوردگی، بطور میانگین 3 تا 4 درصد از تولید ناخالص داخلی یک کشور در سراسر جهان را دربر می‌گیرد. علاوه بر آن جبران خسارات ناشی از سایش هم به همان میزان هزینه بر است.
تلفات انرژی ناشی از اصطکاک در تماس های مکانیکی ابزارآلات صنعتی به بیش از 10درصد تولید ناخالص داخلی یک کشور توسعه یافته می رسد. استفاده از سطوح نانوبافت در این ابزارآلات می تواند سبب کاهش میزان اتلاف انرژی در صنایع و دستگاه های صنعتی شود. برای مثال، استفاده از نانوپوشش‌های سازگار با محیط زیست به جای روان‌کننده‌های سنتی، علاوه بر کاهش اتلاف انرژی، می‌توان تولید پایدارتر و همچنین تولید محصولاتی سازگارتر با محیط زیست به منظور کاهش آلایندگی های مخرب را می‌توان انتظار داشت، همچنین به دلیل صرفه جویی در انرژی، سطوح نانوبافت و پوشش‌های نانوساختار پتانسیل عظیمی برای بسیاری از بخش‌ها دارند و عملکردهای نانوساختار تعبیه‌شده در پوشش‌ها و سطوح، می‌توانند مشکلات ناشی از یخ، آلاینده، UV، آتش، گرما، حیات دریایی، سایش، اصطکاک و خوردگی را کاهش دهد.
سطوح عملکردی پیشرفته نانو پتانسیل بسیار زیادی در بخش‌های مختلف از جمله بسته‌بندی، دریا، تصفیه آب، الکترونیک، ساخت و ساز و ساختمان، خودروسازی، حمل‌ونقل،  و سایر کاربردها از جمله نساجی، چرم و مهندسی صنایع دارند.
فن‌آوری‌های درگیر برای تولید این سطوح یا پوشش‌ها در حال حاضر در سطح TRL پایین‌تری هستند و نیاز به افزایش مقیاس، نمایش و اعتبارسنجی در تأسیسات آزمایشی در مقیاس بزرگ در محیط‌های عملیاتی، قبل از ساخت صنعتی دارند. انتظار می رود این اقدام منجر به تأثیر مستقیم بر اقتصاد صنعت تولید و همچنین جامعه شود که ناشی از مسائلی مانند افزایش عملکرد و دوام قطعات صنعتی در معرض سایش، کاهش هزینه های نگهداری زیرساخت و کاهش هزینه های عملیاتی است.
ادغام فناوری‌های پیشرفته نانو در تولید سنتی پوشش‌ها یا سطوح، مزیت بازار را به همراه خواهد داشت و رقابت‌پذیری صنعت اروپا و آمریکا را افزایش می‌دهد.